# Darren Junee
Darren Kevin Junee (Darlinghurst, 2 luglio 1969) è un ex rugbista a 15, e occasionalmente a 13, australiano, estremo della selezione provinciale del N. Galles del Sud e internazionale per il suo Paese nella disciplina a XV.